# Kurt Wallander
Kurt Wallander (Zweedse uitspraak: [valˈlanːdər]) is een fictieve Zweedse politie-inspecteur die de hoofdrol speelt in een aantal thrillerromans van de schrijver Henning Mankell. Wallander woont en werkt in Ystad in de zuidelijke Zweedse provincie Skåne. Wallander maakt in de romans van Mankell een voortdurende ontwikkeling door, waarmee Mankell het oplossen van misdaden verbindt aan de biografie van zijn hoofdpersoon. Sinds zijn scheiding kampt Wallander met de typische problemen van een midlifecrisis: alcoholisme, diabetes, gewichtsproblemen, te weinig beweging, onregelmatig slapen. Hij heeft een licht ontvlambaar karakter en onderhoudt een moeizame relatie met zijn dochter Linda Wallander. Tegelijk "lijdt" Wallander onder negatieve ontwikkelingen in de Europese maatschappij, zoals racisme, geweld en corruptie. 
Mankells beschrijving van Wallander is wellicht van toepassing op veel mannen van Wallanders generatie: toegewijd en een harde werker, maar het spoor bijster in een veranderende wereld waar de sociale en morele afbraak wordt weerspiegeld in brute misdaden.
Vijf romans met Kurt Wallander in de hoofdrol zijn tussen 1994 en 2007 verfilmd door de Zweedse SVT met Rolf Lassgård in de hoofdrol. Daarnaast schreef Mankell ook twaalf ongepubliceerde korte verhalen over Wallander, die samen met de roman Voor de vorst verfilmd werden als de televisieserie Wallander met Krister Henriksson als inspecteur Wallander. In de Engelstalige BBC-versie wordt Kurt Wallander gespeeld door Kenneth Branagh. 
Tot nu toe verschenen tien romans van Mankell met Wallander in de hoofdrol en één roman waarin hij voorkomt als nevenpersonage, waarin zijn dochter Linda de hoofdrol speelt. Daarnaast schreef Mankell ook een novelle, Het Graf, die in België en Nederland in 2004 als geschenkboek ter gelegenheid van de Maand van het Spannende Boek werd uitgebracht.

## Romans
In de volgende boeken, verschenen bij uitgeverij De Geus, is Kurt Wallander de hoofdpersoon:
- Moordenaar zonder gezicht (1997), Mördare utan ansikte (1991)
- Honden van Riga (1998), Hundarna i Riga (1992)
- De witte leeuwin (1999), Den vita lejoninnan (1993)
- De man die glimlachte (2001), Mannen som log (1994)
- Dwaalsporen (2002), Villospår (1995)
- De vijfde vrouw (2002), Den femte kvinnan (1996)
- Midzomermoord (1997), Steget efter (1997)
- De blinde muur (2004), Brandvägg (1998)
- De jonge Wallander (2004), Pyramiden (1999)

Na een stilte van tien jaar verscheen in augustus 2009 een nieuwe, tevens laatste titel met Kurt Wallander als hoofdpersoon:
- De Gekwelde Man (2010), Den orolige mannen (2009)

In het volgende boek krijgen we een ander perspectief op Kurt Wallander, met zijn dochter Linda als hoofdpersoon:
- Voor de vorst (2006), Innan frosten (2002)

## Novelle
- Het graf (2004), geschenkboek Maand van het Spannende boek

## Chronologische volgorde
De boeken - inclusief die over Stefan Lindman en Linda Wallander - zijn in chronologische volgorde als volgt:
- De jonge Wallander (2004), Pyramiden (1999) (Hoofdpersoon Kurt Wallander)
- Moordenaar zonder gezicht (1997), Mördare utan ansikte (1991) (Hoofdpersoon Kurt Wallander)
- Honden van Riga (1998), Hundarna i Riga (1992) (Hoofdpersoon Kurt Wallander)
- De witte leeuwin (1999), Den vita lejoninnan (1993) (Hoofdpersoon Kurt Wallander)
- De man die glimlachte (2001), Mannen som log (1994) (Hoofdpersoon Kurt Wallander)
- Dwaalsporen (2002), Villospår (1995) (Hoofdpersoon Kurt Wallander)
- De vijfde vrouw (2002), Den femte kvinnan (1996) (Hoofdpersoon Kurt Wallander)
- Midzomermoord (1997), Steget efter (1997) (Hoofdpersoon Kurt Wallander)
- De blinde muur (2004), Brandvägg (1998) (Hoofdpersoon Kurt Wallander)
- De terugkeer van de dansleraar (2005), Danslärarens återkomst (2000)) (Hoofdpersoon Stefan Lindman)
- Voor de vorst (2006), Innan frosten (2002) (Hoofdpersoon Linda Wallander)
- Het graf (2004), Händelse om hösten (2004) (Hoofdpersoon Kurt Wallander)
- De gekwelde man (2009), Den orolige mannen (2009) (Hoofdpersoon Kurt Wallander)